# Cyclisme aux Jeux paralympiques
Le cyclisme handisport aux Jeux paralympiques est une discipline olympique,,.